# Daniel Kowalski
Daniel Steven Kowalski, född 2 juli 1975 i Singapore, är en australisk före detta simmare.
Kowalski blev olympisk guldmedaljör på 4 x 200 meter frisim vid sommarspelen 2000 i Sydney.